# Accident ferroviari de Mataró de 2012
L'accident ferroviari de Mataró de 2012 es va produir el 9 de febrer de 2012 a l'estació de Mataró, pertanyent a la xarxa de Rodalia de Barcelona, quan un tren de rodalies de Renfe Operadora va col·lidir amb el topall de final de via situat a la via 4, i va causar un total d'onze ferits. La investigació de la Comissió d'Investigació d'Accidents Ferroviaris (CIAF) va determinar que la causa de l'accident es va produir per un error humà per part del maquinista del tren implicat, per l'incompliment de les ordres donades pels senyals i per no prestar la deguda atenció durant la conducció.

## Descripció dels fets
El 9 de febrer de 2012, a les 9:43 h, el tren de viatgers 28867, procedent de Molins de Rei i compost per les branques trenta (R30) i quaranta-tres (R43) acoblades en comandament múltiple de la sèrie 447 de Renfe Operadora, amb cinquanta viatgers a bord, va topar amb el topall de final de via situada a la via 4 de l'estació de Mataró. Després del xoc, el cotxe de capçalera va quedar per sobre el topall i completament descarrilat, la caixa muntada sobre el topall i el primer bogi encastat. En el segon cotxe també va descarrilar el primer bogi en el sentit de la marxa. El maquinista va quedar atrapat a la cabina de conducció i els bombers van trigar quaranta minuts a rescatar-lo.
Després de conèixer el succés, la Direcció General de Protecció Civil de la Generalitat de Catalunya va activar l'alerta del Pla d'emergències en transport de viatgers per ferrocarril (Ferrocat) i va desplaçar al lloc dels fets set unitats dels Bombers de la Generalitat de Catalunya i cinc del Sistema d'Emergències Mèdiques, a més d'unitats dels Mossos d'Esquadra i Policia Local de Mataró.

### Víctimes
Encara que des d'un principi diversos mitjans de comunicació i Protecció Civil van informar d'un total de deu ferits, la investigació final de l'accident va elevar la xifra a onze que, segons la seva gravetat, van ser traslladats a diferents hospitals de Catalunya i tots, excepte el maquinista, van ser donats d'alta el mateix dia. Un ferit greu, el maquinista del tren implicat, i set viatgers lleus van ser traslladats a l'Hospital de Mataró i altres dos viatgers ferits lleus es van traslladar a l'Hospital de Can Ruti per a un reconeixement mèdic.

### Afectació al servei ferroviari
Després de l'accident, el trànsit ferroviari va quedar afectat puntualment: la via 4 de l'estació de Mataró va quedar interceptada fins a les 5:02 h de l'endemà i es va suprimir un tren de rodalia que sortia de Mataró a les 10:03 h i arribava a Molins de Rei a les 11:12 h. El tren accidentat va ser retirat la mateixa nit de l'accident mitjançant dues grues de gran tonatge i traslladat per carretera fins a Barcelona.

## Investigació

### Successió dels fets
| Senyal       | Indicació | Hora     | Velocitat | Observacions | Ref.  |
| ------------ | --------- | -------- | --------- | --- | ----- |
| 255          |           | 09:40:32 | 88 km/h   | Senyal avançada de l'estació de Mataró.                                                                         | [ 1 ] |
| E1           |           | 09:41:05 | 66 km/h   | Senyal d'entrada de l'estació de Mataró. Velocitat del tren al pas per la balisa prèvia del senyal E1: 76 km/h. | [ 1 ] |
| S1/4A        |           | 09:43:00 | 34 km/h   | Velocitat del tren al pas per les desviacions de via nombres 1-3 i 5-7 a 45 km/h i pel desviament 11-40 km/h.   | [ 1 ] |
| Topall via 4 |           | 09:43:41 | 23 km/h   | El tren recorre dos-cents noranta metres des de l'última aplicació en el fre per part del maquinista.           | [ 1 ] |

### Declaració del maquinista

Senyal lluminós en «anunci de parada». El maquinista no va complir l'ordre del senyal, cosa que va provocar la col·lisió del tren contra el topall.

| « | Que no va notar cap anomalia en el fre ni a la radiotelefonia. Que no recorda la velocitat a la qual circulava en el moment de l'accident ni si anava amb velocitat prefixada. Que no l'acompanyava ningú en cabina, ni utilitzava el telèfon mòbil. Que les condicions atmosfèriques eren bones. Que el senyal avançat es trobava en anunci de precaució i el d'entrada i el mono baix (S1/4A) en anunci de parada. Que reconeix l'anunci de parada del mono baix (últim senyal abans de l'estacionament) (S1/4A), i que a continuació va agafar el llibre horari per guardar a la motxilla que es trobava a terra, i en incorporar-se ja no recorda res fins a l'impacte. Que el 2007 aproximadament va tenir una pèrdua de consciència. | » |
| — Declaració del maquinista del tren implicat en l'accident realitzada a Mataró el dia 9 de febrer de 2012. Informe final de la CIAF | |   |

### Danys materials
- Material rodant: es van produir danys en la unitat de capçalera, l'estructura va quedar totalment deformada, i es va haver de reconstruir incloent la substitució de xapa, interiorisme, cabina, primer bogi, instal·lacions i cablejat general. Els danys totals van ser quantificats en 797.196 euros.[1]
- Infraestructura: es van produir danys en el topall i en el pal de la catenària, així com en els dispositius de compensació instal·lats en el mateix, de la via 4.[1]

### Causa de l'accident
La deliberació de la Comissió d'Investigació d'Accidents Ferroviaris (CIAF) va determinar que la causa de l'accident va ser deguda a un error humà per part del maquinista, en incomplir diversos articles del Reglament General de Circulació (RGC):
- Article 211. Anunci de precaució: ordena al maquinista no excedir de 30 km/h o la que indiqui el número de pantalla en passar per les agulles situades a continuació del senyal següent, no incloent a aquests efectes els senyals de retrocés.[9]
- Article 213. Anunci de parada: ordena al maquinista posar-se en condicions d'aturar davant el senyal següent, piquet de sortida de la via d'estacionament o final de via.[10]

El maquinista no es va posar en condicions d'aturar davant del final de la via, de manera que va produir la col·lisió amb el topall. A més, va excedir de 30 km/h al pas per les desviacions que porten des de la via 1 fins a la via 4.

## Reaccions posteriors
Renfe va obrir una investigació per esbrinar si el tren sinistrat va complir amb el protocol de seguretat establert per l'operadora. El director de Rodalies de Catalunya, Miguel Ángel Remacha, es va desplaçar a l'estació un cop conegut l'accident, on va fer la següent declaració respecte a les seves possibles causes:
| «                                                           | El tren no anava a la velocitat adequada per entrar al final de la via amb topall, però s'hauran de comprovar les dades de velocitat i activació de frenada per determinar les causes exactes. | » |
| — Miguel Ángel Remacha en declaracions a TV3. La Vanguardia | |   |

Joan Mora, alcalde de Mataró, també va acudir al lloc de l'accident, on va denunciar que als usuaris de rodalies se'ls estava acabant la paciència —en referència als accidents que s'havien produït en els dies anteriors— i va realitzar unes dures crítiques sobre la gestió de l'Administrador d'Infraestructures Ferroviàries (Adif) i Renfe Operadora a Catalunya:
| «                    | No pot ser que hàgim de pujar als trens pensant què ens passarà aquesta vegada. Se'ns ha acabat la paciència. Estem davant d'una causa estructural. | » |
| — Joan Mora, El País | |   |

Aquest mateix dia, la ministra de Foment, Ana Pastor, va lamentar l'accident i va afirmar el següent durant la seva intervenció al Congrés dels Diputats:
| «                           | El Govern ha pres les decisions corresponents i ha començat a operar la comissió d'investigació d'accidents. Esperem que es recuperin -les víctimes- i que puguem fer tot el possible perquè accidents com aquest no es tornin a produir.. | » |
| — Ana Pastor. La Vanguardia | |   |

Ana Pastor. La Vanguardia15
Pastor també va anunciar que el seu ministeri estava estudiant establir noves fórmules de vinculació contractual més eficients entre els titulars dels serveis ferroviaris de viatgers i l'operador que els presta, fent la següent declaració al respecte:
| «                                       | L'objectiu serà garantir uns estàndards de seguretat, qualitat, accessibilitat i penalització en funció del nivell d'incompliment. | » |
| — Ana Pastor. El Periódico de Catalunya | |   |

Representants del Ministeri de Foment d'Espanya, la Generalitat de Catalunya, Adif i Renfe Operadora es van reunir en una cimera d'urgència el 21 de febrer de 2012, que va tenir per objecte abordar l'estat de Rodalia de Barcelona, ja que l'accident de Mataró va ser el tercer incident en menys d'un mes que es va produir a aquesta xarxa. Dies abans, el conseller de Territori i Sostenibilitat de la Generalitat de Catalunya, Lluís Recoder, va reclamar a l'Estat espanyol que executés la inversió de 4.000 milions d'euros a la qual es va comprometre quan es van transferir les competències de rodalies a la Generalitat, i va fer la següent afirmació en referència a l'estat de la xarxa:
| «                                          | És segura, però pateix estrès per la falta d'inversió de l'Estat en les infraestructures d'Adif. | » |
| — Lluís Recoder. El Periódico de Catalunya |                                                                                                  |   |